# Cowsay
Cowsay is een consoleprogramma dat ASCII-tekeningen genereert van een koe met een bijhorend bericht. Cowsay, en het gerelateerde programma cowthink, zijn geschreven in Perl.
Cowsay is beschikbaar voor Unix-achtige besturingssystemen waaronder Linux. Daarnaast is er ook een Windows-versie. Specifiek voor X.Org bestaat er ook xcowsay, een grafische variant van de koe.

## Functies
Cowsay wordt als volgt opgeroepen:
cowsay "Ik ben een koe"
```
 ________________
< Ik ben een koe >
 ----------------
        \   ^__^
         \  (oo)\_______
            (__)\       )\/\
                ||----w |
                ||     ||

```

Waarbij de tekst vrij gekozen mag worden. Onderstaande code vervangt de standaardkoe door Tux:
cowsay -f tux "Ik ben geen koe"
```
 _________________
< Ik ben geen koe >
 -----------------
   \
    \
        .--.
       |o_o |
       |:_/ |
      //   \ \
     (|     | )
    /'\_   _/`\
    \___)=(___/

```

Cowsay kan ook de standaarduitvoer (stdout) van een ander programma lezen:
echo "Ik ben een nieuwe koe" | cowsay
De uitvoer van het programma fortune is ook geschikt om te gebruiken als invoer voor cowsay.

### Parameters
Met de beschikbare parameters kan de koe veranderd worden in een ander dier of kan het uiterlijk van de koe gewijzigd worden.
| Optie          | Doel |
| -------------- | --- |
| -n             | Schakelt woordafbreking in. De tekst wordt weergegeven in figlet of andere ASCII-kunst. De breedte wordt bepaald door de langste lijn zonder het in acht nemen van -W . |
| -W             | De breedte van de tekstballon in aantal karakters instellen. De standaardwaarde is 40.                                                                                  |
| -b             | "Borg-modus", maakt gebruik van == in plaats van oo voor de ogen van de koe.                                                                                            |
| -d             | "Dood", maakt gebruik van XX, plus een dalende U om een uithangende tong voor te stellen.                                                                               |
| -g             | "Hebzuchtig" (greedy), maakt gebruik van $$. |
| -p             | "Paranoïde", maakt gebruik van @@. |
| -s             | "Stoned", maakt gebruik van ** te vertegenwoordigen bloeddoorlopen ogen, plus een dalende U om een uithangende tong voor te stellen.                                    |
| -t             | "Moe" (tired), maakt gebruik van -. |
| -w             | Grotere ogen (wired), maakt gebruik van OO. |
| -y             | "Jeugdig", maakt gebruik van .. die kleinere ogen voorstellen. |
| -e oog_tekst   | Handmatig het oogtype kiezen van de koe, bijv cowsay -e ^^ . |
| -T tong_tekst  | Definieer handmatig de tongvorm van de koe, bijvoorbeeld cowsay -T \ (\).                                                                                               |
| -f cow-bestand | Alternatieve ASCII-kunst laden uit een .cow-bestand. Accepteert zowel absolute als relatieve bestandspaden (relatief ten opzichte van de omgevingsvariabele $COWPATH).  |
| -l             | Hiermee worden de namen van de beschikbare .cow-bestanden in de $COWPATH-map (bijvoorbeeld /usr/share/cows) getoond.                                                    |